# 北羅斯 (紐約州)
北羅斯（英語：North Rose）是位於美國紐約州韋恩縣的普查規定居民點。

## 人口
根據2020年美國人口普查的數據，北羅斯的面積為4.38平方千米，皆為陸地。當地共有人口571人，而人口密度為每平方千米130.37人。